# Gallipoli Calcio
Gallipoli Calcio is een Italiaanse voetbalclub uit Gallipoli. De club promoveerde in 2009 als kampioen van Prima Divisione B, getraind door Giuseppe Giannini.  
Na deelname aan de Serie B in het seizoen 2009-2010 ging de club bankroet. 
In 2010-11 herstartte de club in zevende klasse en veranderde het de clubnaam naar A.S.D. Gallipoli Football 1909.
In 2021 het nieuwe team A.S.D. Città di Gallipoli.